# 喬光岳
喬光岳（1556年—1583年），字會貞，號裕泉，直隸廣平府肥鄉縣人，民籍，明朝政治人物。

## 生平
萬曆十年（1582年）壬午科順天府鄉試第二十三名，萬曆十一年（1583年）聯捷癸未科會試第三百四十一名，登三甲第二百零六名進士。吏部觀政，本年养病，卒。

## 家族
曾祖喬勛，封推官；祖父喬年，曾任知州；父喬接武，曾任縣主簿。母李氏。严侍下。兄光宇。弟光岱。